# 汎用機 (航空機)

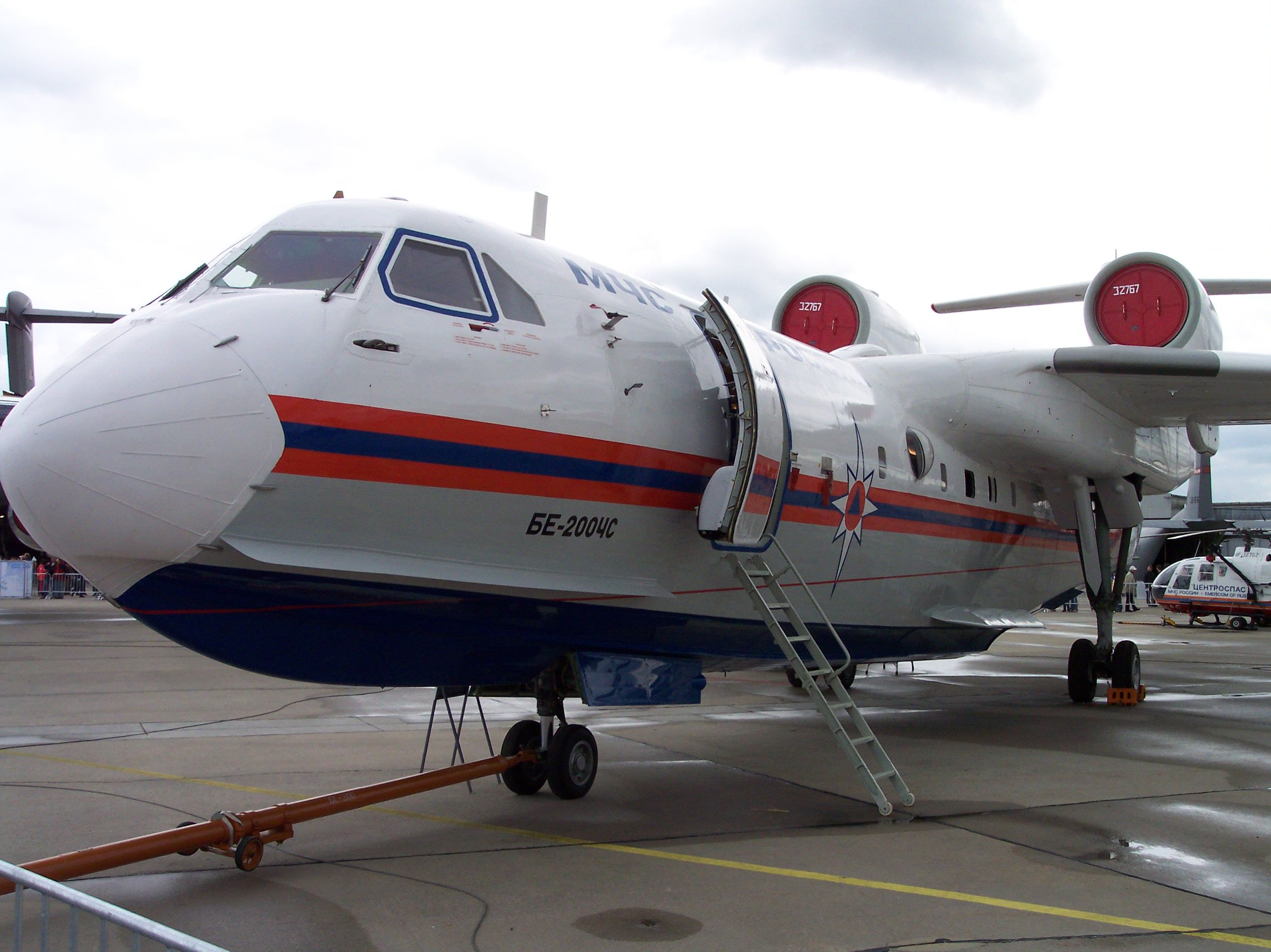
汎用機の一種、ベリエフ Be-200

汎用機（はんようき utility aircraft）は、幅広い用途に用いられる軽量の飛行機や、ヘリコプターのことである。後者は汎用ヘリコプターとも呼ばれる。通常は貨物輸送や人員輸送を行うが、計器飛行の訓練など追加装備が必要ない用途にも使用されることもある。
『雑用機』『多用途機』などの呼称もある。

## 民間機
民間機としては、法的には、たとえばアメリカ合衆国では連邦航空規則 (FAR) パート23で規定される Utility Category Aircraft のことを指すことがある。日本の航空法では航空法施行規則附属書第一に規定される耐空類別「飛行機 実用 U」が対応する。これは最大離陸重量が5,700 kg以下の飛行機であり、限られたアクロバット飛行をすることができる。認可された操作には、シャンデル、レイジーエイト、きりもみとバンク角60度を超える旋回が含まれる, 。

## 軍用機
軍用機の場合、連絡機や観測機と共通の機体が用いられることが多い。
アメリカ軍の汎用航空機は、制式名称にUの文字が与えられている。軍用機の命名規則 (アメリカ合衆国)も参照。
自衛隊では飛行場間での人員移動、小型貨物の輸送、計器飛行の訓練などに利用されている。名称は航空自衛隊は『多用途支援機』、海上自衛隊は『多用機』、陸上自衛隊は『多用途ヘリコプター』としている。